# 格蘭特縣 (南達科他州)
格蘭特縣（英語：Grant County）是美国南达科他州東部的一個郡，東鄰明尼蘇達州，面積1,782平方公里。根據2020年美國人口普查，共有人口7,556人。縣治米爾班克（Milbank）。該縣成立於1878年，縣名紀念南北战争時期北方軍將領、後來成為第18任美国总统的尤利西斯·格兰特（Ulysses S. Grant）。